# Berekméri Katalin
Berekméri Katalin (Marosvásárhely, 1977. június 26. –) UNITER-díjas erdélyi magyar színésznő, a Marosvásárhelyi Nemzeti Színház Tompa Miklós Társulatának tagja, 2023-tól művészeti igazgató, a Marosvásárhelyi Művészeti Egyetem adjunktusa.

## Életpálya
Gyerekkorát szülővárosában töltötte szüleivel és nővérével. Tanulmányait a marosvásárhelyi 4-es Számú Általános Iskolában (mai Európa Gimnázium) kezdte, majd 1995-ben a Bolyai Farkas Líceumban érettségizett, biokémia osztályban. Középiskolában néhányan megalapítottak egy diákszínjátszó csoportot Kovács Levente vezetésével. A csoporttal létrehoztak egy Képzelt riport egy amerikai popfesztiválról előadást, amellyel megnyerték az országos színjátszó fesztivált, ő pedig díjazott lett a mellékszerepi alakításáért.
Érettségi után, 1995–1996-ban Nagyváradon folytatta tanulmányait, az Ady Endre Sajtókollégiumban, ahol újságírói diplomát szerzett írott sajtó és rádió szakon. A sajtókollégium ideje alatt, illetve után, több rádiós munkája is volt: előbb a marosvásárhelyi Contact Rádiónál (1996–1999), majd a Rádió Gagánál (1999–2003), végül pedig a Marosvásárhelyi Rádiónál (2003–2017) dolgozott rádiós hírszerkesztő-bemondóként. 
A rádiós munkák mellett, nagyváradi tanulmányai után, 1997-ben felvételizett a Szentgyörgyi István Színművészeti Egyetem színészet szakára Marosvásárhelyen. A licencdiplomája megszerzése után, 2002-től egy évig az Ariel Ifjúsági és Gyermekszínházban dolgozott bábszínészként, ezt követően, 2003-tól a Marosvásárhelyi Nemzeti Színház Tompa Miklós Társulatának színésze, 2023-tól az intézmény művészeti igazgatója. 2010-től a Marosvásárhelyi Művészeti Egyetem oktatója (2010-től színészmesterséget és zenés mesterséget, 2016-tól szakmódszertant oktat), doktori fokozatát 2015-ben, színház és előadóművészet területen szerezte meg, a Marosvásárhelyi Művészeti Egyetem Doktori Iskolájában. Jelenleg (2018) is Marosvásárhelyen él.

## Munkássága

### Fontosabb színházi alakításai
| Darab                                                                | Szerep                                | Rendező                    | Év   |
| -------------------------------------------------------------------- | ------------------------------------- | -------------------------- | ---- |
| Füst Milán: Boldogtalanok                                            | Beckné                                | Bodó Viktor                | 2004 |
| Hatházi András: A dilis Resner                                       | Bede Klári                            | Parászka Miklós            | 2004 |
| Szomory Dezső: Györgyike, drága gyermek                              | Pallas Ida                            | Kovács Levente             | 2004 |
| Visky András: A szökés                                               | Mária                                 | Patkó Éva                  | 2005 |
| Roland Schimmelpfennig: Nő a múltból                                 | Romy Vogtlander                       | Harsányi Zsolt             | 2008 |
| Ingmar Bergman: Dúl-fúl és elnémul                                   | Rigmor bohóc                          | Kövesdy István             | 2009 |
| Müller Péter: Szomorú vasárnap                                       | Helén                                 | Kincses Elemér             | 2009 |
| Gianina Cărbunariu: 20/20                                            | Sárika                                | Gianina Cărbunariu         | 2009 |
| Anton Pavlovics Csehov: Platonov                                     | Anna Petrovna                         | Harsányi Zsolt             | 2011 |
| William Shakespeare: A makrancos hölgy, avagy a hárpia megzabolázása | Minola Katalin                        | Sorin Militaru             | 2011 |
| Háy János: A Gézagyerek                                              | Rózsika néni                          | Rusznyák Gábor             | 2011 |
| Ion Luca Caragiale: Megtorlás                                        | Anca                                  | Kincses Elemér             | 2012 |
| William Shakespeare: Rómeó és Júlia                                  | Lady Montague                         | Porogi Dorka               | 2012 |
| Presser Gábor – Varró Dániel: Túl a Maszat-hegyen                    | Babaarcú Démon                        | Keresztes Attila           | 2013 |
| Alexandr Szuhovo-Kobilin: Tarelkin halála                            | Ljudmila Szpiridonova Brandahlisztova | Tufan Imamutdinov          | 2013 |
| Az ördög próbája                                                     | Galló Szidónia                        | Radu Afrim                 | 2013 |
| Kincses Réka és Alina Nelega: Double bind                            | Réka, más szerepek                    | Kincses Réka, Alina Nelega | 2014 |
| Bartis Attila: A nyugalom                                            | Jordán Éva                            | Radu Afrim                 | 2015 |
| Alfred Jarry: About Übü                                              | Übü mama                              | Sorin Militaru             | 2015 |
| Molnár Ferenc: Az üvegcipő                                           | Adél                                  | Mohácsi János              | 2016 |
| Radu Afrim: Retromadár blokknak csapódik és forró aszfaltra zuhan    | Zágoni Teréz                          | Radu Afrim                 | 2016 |
| Friedrich Dürrenmatt: Az öreg hölgy látogatása                       | Claire Zachanassian                   | Mohácsi János              | 2017 |
| Ivan Viripajev: Részegek                                             | Laura                                 | Radu Afrim                 | 2018 |
|                                                                      |                                       |                            |      |

### Rádiójátékok
- Bálint Ágnes: Mazsola (2002, Marosvásárhelyi Rádió), rendező: Barabás Olga
- Szerb Antal: Szerelem a palackban; St. Cloudban, Egy kerti mulatságon; Ajándék (2004, Marosvásárhelyi Rádió), rendező: Barabás Olga
- Szerb Antal-emlékműsor (2005, Marosvásárhelyi Rádió), rendező: Barabás Olga
- Hans Christian Andersen: Pöttöm Panna (2005, Marosvásárhelyi Rádió)
- Benedek Elek: Mesemorzsák (2008, Tempo Kft., Sepsiszentgyörgy)
- Benedek Elek: Egyszer volt, hol nem volt... (2009, Kreatív Kiadó, Marosvásárhely)
- Interaktív ábécéskönyv hanganyaga (2014, Kreatív Kiadó, Marosvásárhely)
- Parászka Boróka: Tartós hullám (2015, Marosvásárhelyi Rádió)
- Nagy Zsuka: Szanatóriumi mesék (2016, Marosvásárhelyi Rádió)
- Lokodi Imre: Fekete kerámia (2016, Marosvásárhelyi Rádió)
- Szabó T. Anna: Adventi kísértet (2016, Marosvásárhelyi Rádió)

### Filmszerepek
- Cristina Juks: Apanyelv (eredeti cím: Limba paternă), Ildikó szerepében, rövidfilm, 2017, rendező: Cristina Juks

## Könyv
- Szerep a színészetben. A színész munkája a repertoárszínházban; UArtPress, Marosvásárhely, 2020 (Studia artis)

## Díjak és kitüntetések
- 2016 – Kemény–Bioeel díj
- 2015 – Uniter díj, legjobb női mellékszereplő (Az ördög próbája, rendezte: Radu Afrim)
- 2014 – Önkéntesek díja (a Marosvásárhelyi Nemzeti Színház Tompa Miklós Társulat önkénteseinek a díja)
- 2011 – Vastaps díj, a Tompa Miklós Társulat legtöbbett játszó színésznőjének
- 2011 – Vásárhelyi Hírlap díja, Gyergyószentmiklósi Nemzetiségi Színházi Kollokvium
- 2010 – Bioeel díj, az évad legjobb színésznőjének
- 2008 – Erdős Irma-ösztöndíj
- 2008 – Communitas alkotói ösztöndíj
- 2008 – Kisvárdai Várszínház és Művészetek Háza díja, Határon Túli Magyar Színházak Fesztiválja, Kisvárda (Romy Vogtlander – Roland Schimmelpfennig: Nő a múltból, rendező: Harsányi Zsolt)